# Gnophos subfasciaria
Gnophos subfasciaria är en fjärilsart som beskrevs av Nitsche. Gnophos subfasciaria ingår i släktet Gnophos och familjen mätare. Inga underarter finns listade i Catalogue of Life.